# Scholarly Publishing and Academic Resources Coalition
De Scholarly Publishing and Academic Resources Coalition (SPARC) is een internationale alliantie van academische bibliotheken en onderzoeksbibliotheken die in 1998 is ontwikkeld door de American Research Libraries Association. SPARC bevordert vrije toegang tot academische onderzoeksresultaten. Meer dan 800 instellingen in Noord-Amerika, Europa, Japan, China en Australië zijn lid van SPARC. SPARC Europe werd in 2001 opgericht door LIBER (League of European Research Libraries).

Sinds september 2013 is de uitvoerend directeur Heather Joseph

## Geschiedenis
Het idee van SPARC werd in 1997 gepresenteerd tijdens de jaarlijkse bijeenkomst van de Association of Research Libraries.
Kenneth Frazier, bibliothecaris van de Universiteit van Wisconsin, stelde toen voor dat deelnemers aan de bijeenkomst een fonds zouden creëren waarmee een nieuw publicatiemodel voor academische tijdschriften kon worden ontwikkeld. Met dit nieuwe publicatiemodel zouden gebruikers van over de hele wereld vrije toegang kunnen krijgen tot de onderzoeksresultaten. Veel universiteitsbibliotheken droegen bij aan dit fonds. Als stichtend directeur leidde Rick Johnson de oprichting van SPARC in 2002 als gevolg van het feit dat zoveel bibliothecarissen het verlangen naar hervorming uitdrukten.
SPARC heeft zich gevestigd als een internationale alliantie van academische en onderzoekbibliotheken die samenwerken "om onevenwichtigheden in het wetenschappelijke publicatiesysteem te corrigeren". De nadruk ligt op het stimuleren van de opkomst van nieuwe wetenschappelijke communicatiemodellen die de verspreiding van wetenschappelijk onderzoek bevorderen en die de financiële druk op bibliotheken verminderen. SPARC en haar netwerkpartners – auteurs, uitgevers en bibliotheken - bouwen voort op kansen die de digitale netwerkomgeving biedt om wetenschapscommunicatie en een nieuwe manier van samenwerken te bevorderen. Toonaangevende academische organisaties hebben SPARC onderschreven.
De SPARC Europe Seal voor Open Access Journals biedt certificering voor tijdschriften die de CC-BY-licentie (Creative Commons) kiezen. De SPARC Europe Seal voor Open Access Journals wordt in de DOAJ weergegeven op artikelniveau.

## Het SPARC auteurs addendum
SPARC publiceert een addendum dat auteurs kunnen gebruiken om met wetenschappelijke uitgevers te onderhandelen over de rechten. Het formulier voorziet in een automatisch verzoek dat de auteur kan toevoegen aan de overeenkomst inzake de auteursrechtoverdracht. Deze overeenkomst stuurt de uitgever na aanvaarding van het werk voor publicatie naar de auteur.
Auteurs die het formulier gebruiken, behouden doorgaans de rechten om eigen werk onbeperkt te gebruiken en te deponeren in open archieven. Het formulier geeft tevens de uitgever het recht om een niet-exclusief recht te verkrijgen waarmee een werk voor winst kan worden verspreid, en waarmee het tijdschrift wordt aangemerkt als platform van eerste publicatie